# Рівномірна збіжність
Рівномірна збіжність послідовності функцій —
властивість послідовності {\displaystyle f_{n}:X\to Y}, де {\displaystyle X} — довільна множина, {\displaystyle Y=(Y,d)} — метричний простір, {\displaystyle n=1,2,\dots } збігається до функції (відображення) {\displaystyle f:X\to Y},
що означає, що для будь-якого {\displaystyle \varepsilon >0} існує такий номер {\displaystyle N_{\varepsilon }}, що для всіх номерів {\displaystyle n>N_{\varepsilon }} і всіх точок {\displaystyle x\in X} виконується нерівність
{\displaystyle d(f_{n}(x),f(x))<\varepsilon .}

Ця умова рівнозначна тому, що
{\displaystyle \lim _{n\to \infty }\sup _{x\in X}d(f_{n}(x),f(x))=0.}
Зазвичай позначається{\displaystyle f_{n}\rightrightarrows f}. {\displaystyle f} називається рівномірною границею послідовності функцій {\displaystyle f_{n}} на множині X.

## Приклад
- Послідовність {\displaystyle f_{n}(x)=x^{n}}, {\displaystyle n=1,2,\dots } рівномірно збігається на будь-якому відрізку {\displaystyle [0,a]}, {\displaystyle 0<a<1} і не збігається рівномірно на відрізку {\displaystyle [0,1]}.

## Властивості
- Із рівномірної збіжності випливає поточкова збіжність на тій же множині.

- Якщо {\displaystyle Y} — нормований простір і послідовності відображень {\displaystyle f_{n}:X\to Y} і {\displaystyle g_{n}:X\to Y}, {\displaystyle n=1,2,\dots } рівномірно збігаються на множині {\displaystyle X}, то послідовності {\displaystyle \{f_{n}+g_{n}\}} також як і {\displaystyle \{\alpha f_{n}\}} при будь-яких {\displaystyle \alpha \in \mathbb {R} } також рівномірно збігаются на {\displaystyle X}.

- Для дійсно-значних функцій, послідовність відображень {\displaystyle f_{n}:X\to \mathbb {R} }, рівномірно збігається на множині {\displaystyle X} та {\displaystyle g:X\to \mathbb {R} } обмежене відображення, то послідовність {\displaystyle \{gf_{n}\}} також рівномірно збігається на {\displaystyle X}.

- Якщо {\displaystyle X} — топологічний простір, {\displaystyle Y} — метричний простір та послідовність неперервних в точці {\displaystyle x_{0}\in X} відображень {\displaystyle f_{n}:X\to Y} рівномірно збігається на множині {\displaystyle X} до відображеня {\displaystyle f:X\to Y}, то це відображення також неперервно в точці {\displaystyle x_{0}}.

- Якщо послідовність інтегровних за Ріманом (за Лебегом) функцій {\displaystyle f_{n}:[a,b]\to \mathbb {R} } рівномірно збігається на відрізку {\displaystyle [a,b]} до функції {\displaystyle f:[a,b]\to \mathbb {R} }, то ця функція також інтегровна за Ріманом (відповідно за Лебегом), і для кожного {\displaystyle x\in [a,b]} має місце рівність
    {\displaystyle \lim _{n\to \infty }\int \limits _{a}^{x}f_{n}(t)dt=\int \limits _{a}^{x}f(t)dt}
 і збіжність послідовності функцій 
    {\displaystyle x\mapsto \int \limits _{a}^{x}f_{n}(t)dt}
 на відрізку {\displaystyle [a,b]} до функції 
    {\displaystyle x\mapsto \int \limits _{a}^{x}f(t)dt}
 рівномірна.

- Якщо послідовність неперервно диференційовних на відрізку {\displaystyle [a,b]} функцій {\displaystyle f_{n}:[a,b]\to \mathbb {R} }, збігається у деякій точці {\displaystyle x_{0}}, a послідовність їх похідних рівномірно збігається на {\displaystyle [a,b]}, то послідовність {\displaystyle \{f_{n}\}} також рівномірно збігається на {\displaystyle [a,b]}, її границя є неперервно диференційовною функцією на цьому відрізку.